# Boxe aux Jeux olympiques d'été de 2016
Navigation
Londres 2012 Tokyo 2020
Les épreuves de boxe des Jeux olympiques d'été de 2016 ont lieu du 6 au 21 août 2016 au Pavillon 6 du Riocentro à Rio de Janeiro (Brésil).

## Format de compétition
Le 23 mars 2013, l'Association internationale de boxe amateur annonce des modifications importantes pour les épreuves de boxe. Pour la première fois aux Jeux olympiques, les boxeurs professionnels sont autorisés à participer à la boxe masculine. Une ligue semi-pro est lancée pour donner l'occasion aux boxeurs de préparer leur éventuelle future carrière professionnelle. D'autres modifications portent sur l'introduction de la World Series of Boxing (WSB) et de l'AIBA Pro Boxing Tournament au cours de la phase de qualification, l'élimination du casque de protection en raison du risque de commotion supérieur, et l'introduction d'un système de notation instantanée à 10 points pour stimuler la transparence et le jugement équitable tout au long du tournoi.
On retrouve les mêmes épreuves et les mêmes catégories de poids que lors des Jeux 2012, 10 épreuves pour les hommes et trois pour les femmes.

## Critères de qualification
Chaque Comité national olympique est autorisé à engager un athlète dans chaque épreuve. Six places (cinq hommes et une femme) sont réservés à la nation hôte, le Brésil, tandis que les places restantes sont attribuées par la Commission tripartite. Parce que les boxeurs professionnels sont admissibles à la compétition pour la première fois aux Jeux olympiques, un total de trente-sept places leur sont réservées : vingt sont qualifiés par le AIBA Pro Boxing Series (deux pour chaque événement), et dix-sept par la World Series of Boxing. Chaque continent a un quota de places à remplir par le biais des deux tournois.
Les événements qualificatifs sont :
- World Series of Boxing 2014-2015 (WSB) : Les deux meilleurs boxeurs classés à la fin de la saison 2014-2015 dans chaque catégorie de poids (sauf poids mi-mouche, poids lourds et super-lourds avec un seul boxeur chacun)
- AIBA Pro Boxing 2014-2015 (APB) : le champion et le premier challenger dans chaque catégorie de poids du monde à l'APB World Ranking à la fin du premier cycle en septembre 2015.
- Championnats du monde de boxe amateur 2015 à Doha, au Qatar du 5-18 octobre : les trois meilleurs boxeurs de cinq catégories de poids (poids coq, léger, super-légers, welters et moyens), les médaillés d'or et d'argent des trois divisions (poids mi-mouche, mouche et mi-lourds), et les champions dans deux classes les plus lourds (poids lourds et super poids lourds).
- Championnats du monde de boxe amateur femmes 2016 à Astana, au Kazakhstan : les quatre meilleurs boxeuses dans chaque catégorie de poids
- 2016 APB et WSB de qualification olympique - Les trois premiers des boxeurs restants dans chacune des huit catégories, et le champion en deux classes les plus lourdes.
- Tournoi de qualification olympique mondial AIBA 2016
- Tournoi de qualification olympique continental AIBA 2016 (hommes et femmes)

## Résultats

### Hommes
| Catégories                  | Or                     | Argent               | Bronze                                |
| Poids mi-mouches (-49 kg)   | Hasanboy Dusmatov      | Yuberjén Martínez    | Joahnys Argilagos Nico Hernandez      |
| Poids mouches (-52 kg)      | Shakhobidin Zoirov     | Yoel Finol           | Hu Jianguan -                         |
| Poids coqs (-56 kg)         | Robeisy Ramírez        | Shakur Stevenson     | Vladimir Nikitin Murodjon Ahmadaliyev |
| Poids légers (-60 kg)       | Robson Conceição       | Sofiane Oumiha       | Lázaro Álvarez Dorjnyambuu Otgondalai |
| Poids super-légers (-64 kg) | Fazliddin G'oibnazarov | Lorenzo Sotomayor    | Vitaly Dunaytsev Artem Harutiunian    |
| Poids welters (-69 kg)      | Daniyar Yeleussinov    | Shakhram Giyasov     | Mohamed Rabii Souleymane Cissokho     |
| Poids moyens (-75 kg)       | Arlen López            | Bektemir Melikuziev  | Kamran Şahsuvarlı Misael Rodríguez    |
| Poids mi-lourds (-81 kg)    | Julio César de la Cruz | Adilbek Niyazymbetov | Mathieu Bauderlique Joshua Buatsi     |
| Poids lourds (-91 kg)       | Yevgeniy Tishchenko    | Vassiliy Levit       | Rustam Tulaganov Erislandy Savón      |
| Poids super-lourds (+91 kg) | Tony Yoka              | Joe Joyce            | Filip Hrgović Ivan Dychko             |

### Femmes
| Catégories             | Or               | Argent           | Bronze                            |
| Poids mouches (-51 kg) | Nicola Adams     | Sarah Ourahmoune | Ren Cancan Ingrit Valencia        |
| Poids légers (-60 kg)  | Estelle Mossely  | Yin Junhua       | Mira Potkonen Anastasia Belyakova |
| Poids moyens (-75 kg)  | Claressa Shields | Nouchka Fontijn  | Dariga Shakimova Li Qian          |

### Tableau des médailles de boxe
Note : Ce tableau reflète le classement au 20 août 2016.
- Pays organisateur (Brésil)

| Rang  | Nation          | Or | Argent | Bronze | Total |
| ----- | --------------- | -- | ------ | ------ | ----- |
| 1     | Ouzbékistan     | 3  | 2      | 2      | 7     |
| 2     | Cuba            | 3  | 0      | 3      | 6     |
| 3     | France          | 2  | 2      | 2      | 6     |
| 4     | Kazakhstan      | 1  | 2      | 2      | 5     |
| 5     | Russie          | 1  | 1      | 2      | 4     |
| 6     | États-Unis      | 1  | 1      | 1      | 3     |
| 6     | Grande-Bretagne | 1  | 1      | 1      | 3     |
| 8     | Brésil          | 1  | 0      | 0      | 1     |
| 9     | Chine           | 0  | 1      | 3      | 4     |
| 10    | Colombie        | 0  | 1      | 2      | 3     |
| 11    | Azerbaïdjan     | 0  | 1      | 1      | 2     |
| 12    | Pays-Bas        | 0  | 1      | 0      | 1     |
| 13    | Allemagne       | 0  | 0      | 1      | 1     |
| 13    | Croatie         | 0  | 0      | 1      | 1     |
| 13    | Finlande        | 0  | 0      | 1      | 1     |
| 13    | Maroc           | 0  | 0      | 1      | 1     |
| 13    | Mexique         | 0  | 0      | 1      | 1     |
| 13    | Mongolie        | 0  | 0      | 1      | 1     |
| Total | Total           | 13 | 13     | 26     | 52    |